# Housse de Racket
Pour les articles homonymes, voir Racket (homonymie).
Housse de Racket est un groupe de musique électronique français, originaire de Chaville, dans les Hauts-de-Seine, en Île-de-France. Il est formé en 2005 par Victor Le Masne et Pierre Leroux, deux anciens musiciens occasionnels des groupes de rock français Air et Phoenix.

## Biographie

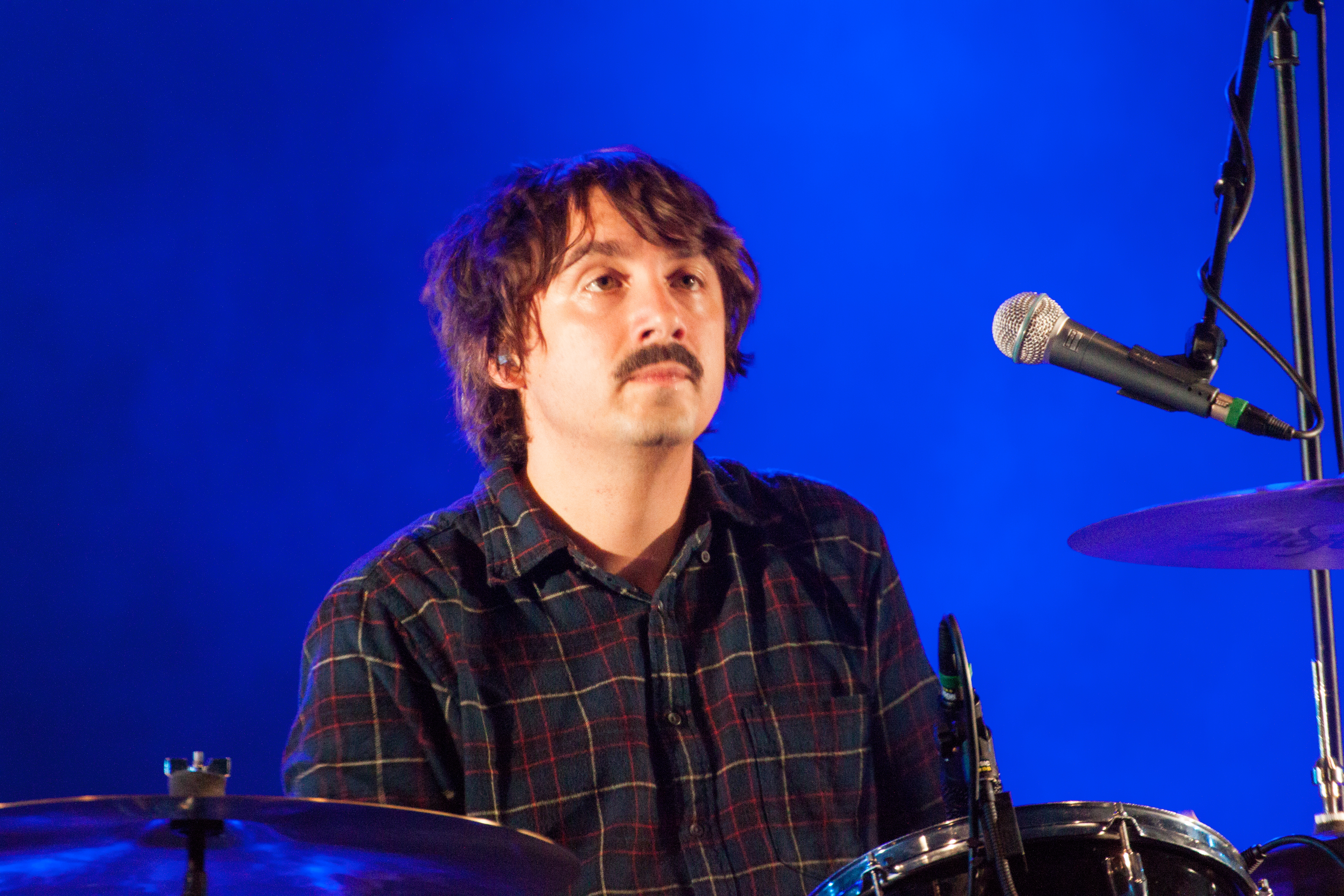
Victor le Masne, lors d'un concert de Housse de Racket à Grenoble en juillet 2012.

Le nom du groupe est le résultat d'un jeu de mots entre l'accessoire de tennis (la « housse de raquette ») et le fait que le groupe « rackette » ses inspirations dans la musique house (« racketter la house »). Housse de Racket s'est fait connaître grâce à une tournée internationale en première partie de Phoenix dont ils étaient auparavant de simples musiciens occasionnels, puis grâce à leur premier EP éponyme Housse de Racket. Il sortit uniquement en EP (c'est-à-dire qu'il ne fut pas commercialisé, mais envoyé exclusivement aux professionnels du milieu (presse, radios, etc.), et était tout de même disponible en téléchargement gratuit sur le site du groupe,,.
En octobre 2008, sort leur premier album, Forty Love, mixé par Renaud Letang, avec la participation de Chilly Gonzales.  L'album contient leur morceau probablement le plus connu Oh Yeah!, popularisé notamment par plusieurs campagnes publicitaires. En effet, il fut utilisé dans plusieurs publicités, notamment pour Lacoste en 2008. Oh Yeah! apparaîtra également dans le jeu vidéo Guitar Hero ou encore au générique du Grand Journal sur Canal+. Il s'agit une chanson pop-funk, par laquelle le duo rend hommage à ses héros rhythm and blues (parmi lesquels : Stevie Wonder, Zapp and Roger, Earth, Wind and Fire, The Isley Brothers, Sly Stone, Marvin Gaye, Michael Jackson, Prince, George Clinton et Chic),.
Après Oh Yeah!, deux autres singles seront tirés de l'album : 1234 et Synthétiseur. Le clip de ce dernier sera même d'ailleurs promu par Kanye West sur son blog. La tournée Forty Love les fera jouer partout, de Tokyo à Londres en passant par Shanghai, Berlin, Hong Kong ou Paris. Le 15 février 2011, le groupe annonce sa signature sur les labels Kitsuné et Cooperative Music.
Un nouvel album, intitulé Alesia, sort le 22 août 2011.  Le disque est élaboré avec Philippe Zdar, producteur des Beastie Boys, Phoenix (groupe), ou encore Cat Power. Il est également membre de Cassius. On les retrouve d'ailleurs sur le dernier projet de Cassius, Rawkers EP pour le label Ed Banger Records ou encore sur le disque In the Grace of Your Love de The Rapture. Housse de Racket part alors en tournée, pendant deux ans, en Asie, en Australie, en Amérique du Sud, en Europe et aux États-Unis, interprétant les morceaux d'Alesia dans plus d'une cinquantaine de villes, ainsi qu'au Coachella Festival, en Californie. Trois singles seront tirés d'Alesia : Roman, Château et Aquarium. Roman a notamment été utilisé pour la série Girls (série télévisée) produite par Judd Apatow ainsi que pour diverses publicités: Peugeot, Uncharted 3 : L'Illusion de Drake, etc.
Le 23 octobre 2012, lors d'une interview pour le magazine L'Officiel, le groupe classe Kate Bush, Eagles, Kraftwerk, Arthur Rubinstein, Syreeta Wright, Orchestral Manoeuvres in the Dark, Roxy Music, Frank Ocean et The Rolling Stones dans leur playlist idéale.
Le 30 octobre 2015, sortie de leur troisième album, The Tourist. De son côté, après avoir quitté le groupe, Pierre sort un clip, Touché, en 2019, puis un morceau, War is Over, en juin 2021.

## Accueil
D'après Paul Lester, il s'agit du meilleur groupe français dont il ait parlé dans sa rubrique quotidienne New Band of the Day qui a déjà présenté plus de 1 000 artistes depuis 2001 dans le journal londonien The Guardian. Du choix des paroles (pour Oh Yeah!, par exemple) jusqu'à la « puissance des arrangements chatoyants à couper le souffle », tout a séduit Lester. Cette impression fut d'ailleurs également partagée par un chroniqueur de Libération qui dit à propos du premier album Forty Love : « C’est malin, bien foutu, kitsch et moderne, inspiré et inégal, comme un premier album »,.

## Discographie

### Albums studio
- 2008 : Forty Love
- 2011 : Alesia
- 2015 : The Tourist

### Singles
- 2008 : Oh Yeah! (Forty Love)
- 2008 : 1234 (Forty Love)
- 2009 : Synthétiseur (Forty Love)
- 2011 : Roman (Alesia)
- 2012 :  Château (Alesia)
- 2012 : Aquarium (Alesia)
- 2015 : L'Incendie (L'Incendie)
- 2015 : Turquoise (The Tourist)
- 2015 : The Tourist (The Tourist)
- 2015 : Encore (The Tourist)

### EP
- 2007 : Housse de Racket